# بیلشتدت
بیلشتدت (به آلمانی: Hamburg-Billstedt) یک منطقهٔ مسکونی در آلمان است که در Hamburg-Mitte واقع شده‌است. بیلشتدت ۶۸٬۹۳۶ نفر جمعیت دارد.